# イタリア (小惑星)
イタリア (477 Italia) は、小惑星帯に位置する小惑星の一つ。ルイージ・カルネラによって発見された。彼の祖国イタリアが命名の由来である。